# 那空叻差是瑪站
那空叻差是瑪站是泰國那空叻差是瑪（呵叻）的主要火車站，屬東北線。該車站位於城市西側。每日有18趟列車，其中1趟亞洲東方快車（Eastern and Oriental Express，簡稱E&O）列車到達該站。此外，在新年、潑水節或其他特殊節日期間，還有4至6趟專列服務。